# Dicranomyia (Sivalimnobia) rahula
Dicranomyia (Sivalimnobia) rahula is een tweevleugelige uit de familie steltmuggen (Limoniidae). De soort komt voor in het Oriëntaals gebied.